# Winfried Herz
Winfried Herz (* 11. Mai 1929 in Erfurt; † 9. Dezember 2022) war ein deutscher Fußballspieler, der von 1949 bis 1961 in der DDR-Oberliga bzw. Oberliga Nord 216 Spiele mit 84 Toren bestritten hat.

## Laufbahn

### SG Erfurt-West/Fortuna/KWU/Turbine Erfurt, bis Dezember 1951
Das Talent des technisch versierten Thüringer Stürmers Winfried Herz führte ihn schon als 20-Jährigen mit Fortuna Erfurt zum Gewinn der Landesmeisterschaft Thüringen in der Endrunde gegen SG Altenberg-Nord und Vorwärts Gotha. In der Ostzonenmeisterschaft 1948/49 wurde nach Erfolgen gegen SG Wismar Süd und im Halbfinale gegen SG Meerane das Endspiel erreicht. Gegen Meerane erzielte das nervenstarke Talent in der 101. Spielminute per Elfmeter den Siegtreffer zum 4:3-Endstand. Am 26. Juni 1949 fand das Finale in Dresden vor 50.000 Zuschauern gegen ZSG Union Halle statt. Gegen die Hallenser Karl Gola, Otto Knefler, Herbert Rappsilber und Otto Werkmeister hatten die „Blumenstädter“ bei der deutlichen 1:4-Niederlage keine ernsthafte Siegchance. Im ersten Jahr der Zonenliga (DS-Liga) 1949/50 kam Herz in 16 Spielen mit acht Toren in dem zu KWU Erfurt umbenannten Team zum Einsatz und belegte mit seinem Verein den vierten Platz. Im DDR-Cup (FDGB-Pokal) stand er am 3. September 1950 in Berlin gegen EHW Thale im Finale. Aber auch hier gab es mit 0:4 Toren eine deutliche Niederlage. In der Runde 1950/51 überzeugte Winfried Herz in 27 Spielen mit 18 Toren und war damit ein Aktivposten beim Erreichen des ersten Platzes in der Tabelle. Da Erfurt aber punktgleich mit der BSG Chemie Leipzig mit jeweils 50:18 Punkten die Runde beendet hatte, kam es zu einem Entscheidungsspiel um die Meisterschaft. Vorangegangen war aber im April 1951 eine umstrittene Sperre der zwei Erfurter Leistungsträger Helmut Nordhaus und Wolfgang Nitsche durch die „Sparte Fußball des DS der DDR“. Sie konnten damit in den letzten zwei Rundenspielen gegen Turbine Halle und Motor Zwickau sowie auch im Finale am 20. Mai 1951 in Chemnitz gegen Chemie Leipzig nicht mitwirken. Die Verbandsperre gegen Nitsche und Nordhaus wurde nach Vorkommnissen bei inoffiziellen Auswahlspielen zwischen der DDR und Polen verhängt. Leipzig gewann mit 2:0 Toren vor 60.000 Zuschauern das Entscheidungsspiel. In der Saison 1951/52 absolvierte Winfried Herz bis Dezember 1951 für Turbine Erfurt 16 Spiele mit acht Toren, bevor er sich noch vor der Jahreswende gemeinsam mit Werner Oberländer und Heinz Wozniakowski in die BRD absetzte. Vom 25. März 1950 – in einer DDR-Auswahl, die von Helmut Schön betreut wurde – bis zum 16. Juni 1951 bestritt Herz mehrere Auswahlspiele für Thüringen und die damals noch inoffizielle DDR-Mannschaft.

### Eintracht Braunschweig, 1952 bis 1961
Die Braunschweiger setzten ihre Neuzugänge sofort am 6. Januar 1952 beim Auswärtsspiel bei Göttingen 05 in der Oberliga ein. Trotz des Innentrios „Herz, Oberländer, Wozniakowski“ ging das Spiel mit 1:4 Toren verloren. Das Schlimmste stand den Spielern und der Eintracht aber noch bevor: Wegen fehlender Spielgenehmigung wurden die Spieler bis zum Saisonende gesperrt. Nach Saisonende wurde der Verein zum Zwangsabsteiger wegen Manipulationsverdacht erklärt; damit hatten die ehemaligen DDR-Spieler nichts zu tun, aber Vertragsspieler konnten sie dadurch erst ein Jahr später werden. In der Saison 1952/53 gelang mit Trainer Edmund Conen in der Amateurliga Niedersachsen-Ost umgehend der Titelgewinn und in der Aufstiegsrunde gegen ASV Bergedorf 85, VfL Wolfsburg und den VfR Neumünster die Rückkehr in die Oberliga Nord. Am 13. Juni 1953 wurde Herz zusammen mit seinem Mannschaftskameraden Wozniakowski beim Länderspiel in Wuppertal gegen Frankreich in die deutsche Fußballnationalmannschaft der Amateure berufen. Mit dem Innensturm Herz, Hans Zeitler und Wozniakowski gelang der DFB-Auswahl ein 1:0-Erfolg. Die beste Platzierung in der Oberliga Nord gelang dem „Mannschaftskapitän“ Herz in der Saison 1957/58, als Trainer Kurt Baluses die „Löwen“ zur Vizemeisterschaft und damit auch in die Endrunde um die deutsche Fußballmeisterschaft führte. In der wegen der Fußball-Weltmeisterschaft 1958 in Schweden nur einfach ausgespielten Endrunde (nur drei Gruppenspiele Ende April/Anfang Mai) kam Braunschweig nur im abschließenden Spiel in Oberhausen gegen Tennis Borussia Berlin zu einem Erfolg; der fiel mit 8:3 Toren dann auch deutlich aus. Gegen den späteren Deutschen Meister FC Schalke 04 und den Südmeister Karlsruher SC gab es trotz der torgefährlichen Stürmer Ernst-Otto Meyer und Werner Thamm zwei Niederlagen.
Ab der Saison 1959/60 kam der als Bankkaufmann arbeitende Herz bei der Eintracht nur noch sporadisch zum Einsatz. In zwölf Einsätzen begleitete er noch bis 1961 die nachdrängenden Talente Joachim Bäse, Jürgen Moll und Walter Schmidt und beendete dann nach 157 Oberligaspielen mit 49 Toren für Eintracht Braunschweig seine Spielerlaufbahn, auch weil Eintracht aus finanziellen Gründen den Spielerkader verkleinerte.
Herz arbeitete 36 Jahre für die Deutsche Bank in Braunschweig und lebte zuletzt mit seiner Ehefrau in einer Braunschweiger Seniorenresidenz. 

## Weblink
- Spieler A–Z (Spundflasche), aufgesucht am 17. März 2020